# Долгая счастливая жизнь (альбом)
«До́лгая счастли́вая жизнь» (2004) — двадцать первый альбом российской рок-группы «Гражданская оборона». Первая часть дилогии «Долгая счастливая жизнь/Реанимация».
Обложкой альбома послужила картина хорватского художника наивного искусства Ивана Веченая «Napustino Grobje» (рус. «Покидая кладбище»).

## История создания
Альбом стал первым после «Невыносимой лёгкости бытия» альбомом, содержащим собственные песни группы. Источником вдохновения для альбома послужило попадание Егора Летова в реанимацию. Идеей нового цикла из 28 песен стали пограничные состояния человека:

Это состояние войны. Состояние невиданных страстей, чувственного, энергетического, духовного, психологического, физиологического, ментального кошмара. Эдакой войны, превозмогания бытия. Абсолютно экстремальное состояние.— Егор Летов.
Альбом был записан более жестким звуком, чем предыдущий «Звездопад». По словам Летова, звук был сделан более простым, без музыкальных «изысков», чтобы не усложнять восприятие материала.
В 2004 году в интервью Максиму Семеляку Летов сказал, что название альбома случайно совпало с названием одноимённой картины — единственной режиссёрской работы Геннадия Шпаликова. По словам Летова, это могло прийти «из подсознания как-то».

## Критика
Альбом был встречен с большим интересом музыкальными критиками. Большинство из них встретили альбом положительно.
- Андрей Бухарин, обозреватель журнала «Rolling Stone Russia», сравнил «Гражданскую оборону» с группой «The Doors» и назвал альбом «прорывом на ту сторону», описав новые композиции как гимны, «сочащиеся прямо-таки нездешним светом»[5].
- Максим Семеляк в журнале «Афиша» даёт восторженную оценку альбому: «Этот альбом напоминает летовский the best of, только скроенный из совершенно новых и неслыханных вещей», назвав «Искусством с большой буквы» и «бесспорно, лучшим русским альбомом года». Впечатление от альбома он описывает как ошеломляющее, особо отметив композицию «Приказ № 227», которая, по его мнению сильнее, чем «Прыг-скок» (песня с одноименного альбома Летова, которую он называл одной из вершин своего творчества)[5].
- Газета «КоммерсантЪ» дала негативную оценку альбома. Автор рецензии раскритиковал лирику и мелодику альбома, описав звучание диска как «звук допотопных примочек, прямолинейные до скуки партии ударных и, конечно, вокал, вызывающий ассоциации с поющим мясным фаршем» и посоветовал в конце рецензии: «…всё-таки если „ГО“ для вас не аксиома, вам нужно сделать одно простое движение — вернуть CD на полку.<…> Вы ничего не потеряли»[6]. Однако альбом «Реанимация», принципиально не отличающийся звуком и идеей, был воспринят им гораздо теплее[7].
- Журнал Play (закрытый в 2007) назвал альбом главным русскоязычным альбомом 2004 года, отметив переход в тематике песен от противопоставления «Летов — система» к «Летов — мир», более чистый по сравнению с предыдущими альбомами звук и «обречённость» песен[5].
- Газета «МК-Омск» дала сдержанную оценку альбому в положительных тонах, отметив характерный мощный звук альбома, мрачное настроение и «дыхание смерти» во всех композициях (кроме «Вселенской большой любви»)[8].
- На портале «Zvuki.Ru» было опубликовано две рецензии на альбом:
  - Александр Горбачёв похвалил альбом, отметил непривычно чистый звук (даже назвав альбом «перепродюсированным»), и, несмотря на наличие не слишком удачных песен и самоповторов, описал впечатление от альбома как «почти ошеломляющее». Он охарактеризовал его как один из важнейших дисков, который «звучит на несколько порядков сильнее и честнее всего того, что делают нынче большинство музыкантов, причисляемых к современному русскому року»[9].
  - На том же сайте Екатерина Борисова дает гораздо более прохладную оценку альбому. По её мнению серьёзного внимание заслуживает лишь открывающая альбом «На хуй», а остальные песни являются «довесками» к ней. Остальные композиции были подвергнуты критике: «Да, смертный Летов, монотонно бубнящий про долгую счастливую жизнь и лишь ненадолго оживляющийся в „Ангел устал“, — это трудно принять». Кавер-версия песни «Помоги себе сам» была названа «откровенной ошибкой»[9].
- Денис Ступников на сайте «Km.ru» сделал неоднозначные замечания по поводу текстов альбома (сравнив повторение рефрена «На хуй» в одноимённой песне с буддистским «ом»). Раскритиковал длинные соло в песне «Вселенская большая любовь», сравнив её с «необъятной мягкой игрушкой» и песню «Без меня», соло на клавишах в которой «без смеха улавливать невозможно». В целом рецензия была написана в положительном тоне. Были отмечены песня «На хуй», которая сравнивалась со знаковой песней Летова «Я всегда буду против», «Приказ № 227», «На той стороне/На другом берегу»[10].
- На сайте «Наш неформат» было опубликовано три рецензии на альбом.
  - Рецензент под ником «Старый пионЭр» опубликовал образную рецензию, сравнив альбом с разгоном качелей, а Летова с памятником, сходящим с постамента. Однозначно негативно в рецензии описан трек «Помоги себе сам», а сам альбом охарактеризован как «ещё не в полный рост»[11].
  - Максилла Кузнецов назвал рецензию «священный диск оборотня», сравнив Летова с «оборотнем» из книги Пелевина «Священная книга оборотня», представляя его как борца, который «всегда против»[12].
  - В рецензии на альбомы «Долгая счастливая жизнь/Реанимация» Алекс Драйвер видит в альбоме образы смерти, наиболее чёткие в песне «Без меня». Также в альбоме автор рецензии замечает, что Летов один из немногих российских рокеров, кто смог превзойти своё более раннее творчество: «Через все потери, поиски и ошибки Летов дошёл, дополз, дорвался, наконец, до того, что было утрачено в начале 90-х»[13].

## Список композиций
Слова и музыка всех песен — Егор Летов, кроме № 4 (слова и музыка — Андрей Машнин).
| №   | Название                                       | Длительность |
| --- | ---------------------------------------------- | ------------ |
| 1.  | «На хуй»                                       | 3:53         |
| 2.  | «Без меня (12.09.2002)»                        | 5:35         |
| 3.  | «Извне (02.07.2003)»                           | 2:15         |
| 4.  | «P.S.Сам (Айя)»                                | 4:14         |
| 5.  | «Кабуки (22.01.2003)»                          | 3:11         |
| 6.  | «Ангел устал»                                  | 4:06         |
| 7.  | «Белые солдаты (09.01.2003)»                   | 1:29         |
| 8.  | «Долгая счастливая жизнь (25.01.2003)»         | 5:23         |
| 9.  | «Чужое (10.11-11.12.2002)»                     | 2:56         |
| 10. | «Вселенская большая любовь (13.11.2002)»       | 6:00         |
| 11. | «Приказ № 227 (26.12.2002-18.02.2003)»         | 3:22         |
| 12. | «Песня о большом прожорище (10.12.2002)»       | 3:21         |
| 13. | «На той стороне/На другом берегу (27.12.2002)» | 10:20        |

## Песни альбома

### Без меня
Песня сочинялась примерно год и изначально была очень длинной композицией из множества частей, которые впоследствии распались на отдельные фрагменты внутри песни. Поводом для написания песни послужило воспоминание Летова о том, как Константин Рябинов гадал на книге предсказаний И-Цзин. Ему выпала гексаграмма № 33 «Бегство». Так же Летов хотел назвать и саму песню, но отказался от этого варианта из-за ненужного пафоса.
Первая композиция «Гражданской обороны», прозвучавшая в эфире «Нашего Радио».

### Извне
Песня была написана последней в цикле песен «Долгая счастливая жизнь/Реанимация». Ранние названия песни «Простая песня» и «Песня для совсем детей».

### P.S.Сам (Айя)
Кавер-версия песни Андрея Машнина. Появление её в альбоме Летов прокомментировал так:

…она меня поразила жутким соответствием тому, что я сам бы хотел выразить за последние годы. <…> А «Айя» это вообще как бы сжатый манифест, концентрированная реакция на всё в последнее время происходящее, на то, что касается непосредственно ТЕБЯ каждый час.— Егор Летов. Из ответов на вопросы посетителей официального сайта группы.
Гитарное соло обыгрывает похоронный марш Шопена. Песню называли самой слабой кавер-версией Летова, а в рецензии на портале «Наш Неформат» прямо советовали забыть о четвёртой песне альбома.

### Кабуки
Раннее название песни «Песня Барсука».

### Белые солдаты
На вопрос, кто такие «белые солдаты», Летов дал такой ответ:

Когда говорится «белые солдаты» или тому подобные вещи, это не загадки «кто бы это, угадай», и не какое-то вещество (как некоторые думают), и не мумий-троллевская галиматья, это натуральные белые солдаты. Кто понимает — тот понимает, и улыбается среди войны.— Егор Летов. Из ответов на вопросы посетителей официального сайта группы.

### Долгая счастливая жизнь
Песня была написана после очередного нахождения Летова в реанимации. В песне Летов описывает состояние вынужденного отказа от алкоголя и наркотиков. Песню он характеризовал как одно из самых страшных своих произведений: «Долгая счастливая жизнь. Это то, когда праздников нет. Каждый день праздников нет. Это будет долгая счастливая жизнь. Это страшно».

### Чужое
Песня была второй композицией «Гражданской обороны», появившейся в эфире «Нашего радио». Несколько недель занимала первое место в хит-параде «Чартова дюжина» и заняла девятое место в итоговом хит-параде 2005 года.

### Вселенская большая любовь
Летов поставил эту песню в один ряд с такими известными песнями как «California Dreamin’» группы «The Mamas & the Papas» и «Yesterday» группы «The Beatles». Образ «смертельной истребительной дороги все на север» взят из романа Ханса Эриха Носсака «Спираль». Другое название песни — «Песня о большой любви».

### Приказ № 227
Летов декламирует стихотворение на фоне инструментальной композиции. Название песни — отсылка к приказу № 227 от 28 июля 1942 года («Ни шагу назад!») Народного комиссара обороны СССР времен Великой Отечественной войны.
Поводом для создания песни был увиденный Летовым документальный фильм о штрафных батальонах. Песня была написана с 26 по 27 декабря 2002 года и завершена 18 февраля 2003 года. Первоначальное название песни «Отрывок № 2».

## Информация с буклета
- Егор Летов — голоса, гитары, ударные
- Александр Чеснаков — гитары, бас, орган
- Наталья Чумакова — бас, орган
- Александр Андрюшкин — ударные

Записано и сведено Е.Летовым, Н.Чумаковой и А.Чеснаковым
в ГрОб-студии: март 2003-июнь 2004. 

Мастеринг: Н.Чумакова